# Lecitus Smith
Lecitus Smith (Fitzgerald, 13 luglio 1998) è un giocatore di football americano statunitense che milita nel ruolo di offensive guard per i Green Bay Packers della National Football League (NFL).

## Carriera

### Arizona Cardinals
Smith al college giocò a football a Virginia Tech. Fu scelto nel corso del sesto giro (215º assoluto) nel Draft NFL 2022 dagli Arizona Cardinals. Nella sua stagione da rookie disputò 10 partite, 2 delle quali come titolare.

### Houston Texans
Il 1º novembre 2023 Smith firmò con la squadra di allenamento degli Houston Texans, venendo tuttavia svincolato sei giorni dopo.

### Philadelphia Eagles
Il 14 novembre 2023 Smith firmò con la squadra di allenamento dei Philadelphia Eagles. Il 18 gennaio 2024 firmò un nuovo contratto come riserva. Fu svincolato il 30 aprile 2024.

### Green Bay Packers
Smith firmò con i Green Bay Packers il 6 maggio 2024. Fu svincolato il 27 agosto dopo di che rifirmò con la squadra di allenamento.